# Luigi Romolo Carrino
Luigi Romolo Carrino (Napoli, 11 aprile 1968) è uno scrittore italiano.

## Biografia
Nel suo percorso letterario ha affrontato tematiche sociali di vario tipo. In "Pozzoromolo", Meridiano Zero, 2009, selezionato nel 2011 per il Premio Strega, e in Esercizi sulla madre Perdisa Pop, 2012, selezionato nel 2013 per il Premio Strega, tratta il tema dei manicomi. in "Acqua storta" Meridiano Zero, 2008, "La buona legge di Mariasole" Edizioni e/o, 2015, e "Alcuni avranno il mio perdono" Edizioni e/o, 2017, invece racconta in modo autentico Napoli, la città dove è nato e vive. Per Azimut ha pubblicato nel 2010 una raccolta di racconti dal titolo "Istruzioni per un addio", mentre si è addentrato nello spinoso tema dell'omosessualità nel mondo del calcio con l'opera "Il pallonaro", goWare, 2014.
Il suo romanzo Acqua storta racconta per la prima volta l'omosessualità repressa del sistema mafioso attraverso gli occhi di un carcerato che rivive fra allucinazioni e ricordi rivive il suo passato negli ultimi tre giorni di vita. Alla fine dell'opera vengono ringraziati Saviano e De Silva, esponenti di punta del neorealismo letterario campano, che condividono con Carrino la durezza della lingua e delle ambientazioni.

## Opere

### Romanzi
- Acqua Storta, Meridiano Zero, 2008.
- Pozzoromolo, Meridiano Zero, 2009.
- Esercizi sulla madre, Perdisa Pop, 2012.
- La buona legge di Mariasole Edizioni e/o, 2015.
- Alcuni avranno il mio perdono Edizioni e/o, 2017.
- Non è di maggio, Arkadia Editore, 2021

### Racconti
- Istruzioni per un addio, Azimut, 2010.

### Ebooks
- Il pallonaro, goWare, 2014.